# Loch Connan
Loch Connan är en sjö i Storbritannien.   Den ligger i kommunen Highland och riksdelen Skottland, i den nordvästra delen av landet, 800 km nordväst om huvudstaden London. Loch Connan ligger 144 meter över havet. Den ligger på ön Skye.Trakten runt Loch Connan består i huvudsak av gräsmarker.